# Bò Piedmonte
Bò Piedmonte (tiếng Ý: Piemontese hoặc Razza bovina Piemontese) là một giống bò nhà có nguồn gốc ở vùng Piedmont, ở tây bắc Italy. Những con bê được sinh ra có màu nâu vàng, và chuyển sang màu xám-trắng khi chúng trưởng thành bò mộng. Bò Piedmontese mang một đột biến gen duy nhất được xác định là alen myostatin không hoạt động gây tăng trưởng cơ bắp phì đại, hoặc tăng gấp đôi cơ bắp. Bò Piedmont thuần chủng là đồng hợp tử, có nghĩa là chúng có hai alen giống hệt nhau hiện diện cho gen độc đáo này. Chúng đã thu hút sự chú ý của các nhà lai tạo bò thịt ở các nơi khác trên thế giới, bao gồm Bắc và Nam Mỹ. Một nhóm nhỏ những con bò đực và bò đực được chọn lọc đã được nhập khẩu vào Canada vào cuối những năm 1970, và vào Hoa Kỳ vào đầu những năm 1980, và được sử dụng làm cơ sở nhân giống nền tảng để phát triển một giống bò mới được gọi là Bò Piedmonte Bắc Mỹ.